# Cofiri
Cofiri - Compagnia finanziamenti e rifinanziamenti S.p.A. era una merchant bank pubblica italiana che faceva parte del gruppo IRI che la controllava al 100%.
Si occupava di concessione di finanziamenti, di negoziazione di valori mobiliari, di gestione su base individuale di patrimoni mobiliari, di finanza aziendale, di leasing e di factoring.

## Storia
Nasce il 23 maggio 1941 con il nome di Società immobiliare Chiampo con sede a Milano diventando l'anno dopo Società di gestioni azionarie - Sagea S.p.A. 
Successivamente, Sagea viene acquisita da IRI, all'interno della quale decide di conferire la Divisione finanziaria di IRI nata nel 1979 per curare le operazioni di tesoreria ed ottimizzare la gestione finanziarie delle aziende del gruppo: cambia denominazione in Cofiri, diventando a tutti gli effetti una merchant bank, erogando servizi finanziari ad aziende.
Nel 1989, infatti, era attiva nel campo del factoring, del leasing, del capital market e dei fondi comuni. Chiudeva l'anno con 5.00 miliardi di lire di crediti erogati ed un utile netto di 12.4 miliardi. L'anno seguente anche Assicurazioni Sasa entra a far parte di Cofiri.
A cavallo tra gli anni ottanta e novanta tramite Cofiri Leasing, intraprende un'operazione di Lease-back insieme ad Alitalia: la compagnia aerea ha venduto diversi aerei a Cofiri, da cui li ha presi successivamente in leasing.
Nel 1995 Alitalia cede a Cofiri la maggioranza delle azioni di Aeroporti di Roma Holding, la controllante della società di gestione degli scali capitolini esercitata congiuntamente a Fintecna tramite l'olandese Cofiri&Partner BV. Sempre nello stesso anno, vende il 33% di Avianova ad Alitalia.
Nel 2000 IRI cede a una cordata composta dalle famiglie Angelucci, Merloni e da Gilberto Gabrielli la totalità delle azioni Cofiri per 975.1 miliardi di lire (saliti a 984.2 miliardi): allora aveva 200 dipendenti, un bilancio di 234 miliardi di lire di utili. L'operazione di privatizzazione è stata definita la seconda più grande dell'epoca.
Ceduta nel 2002 a Capitalia per 145 milioni di euro, entra a far parte del gruppo UniCredit con la fusione con Capitalia.
Le aziende del gruppo erano Cofiri Invest BV, Cofiri International Inc., Cofiri SIM Spa, Cofiri Factoring&Leasing Spa, Cofiri Sovis Spa.